# 唐纳德·D·布朗
唐纳德·大卫·布朗（英語：Donald David Brown，1931年12月30日—），美国胚胎学家、进化生物学家，约翰斯·霍普金斯大学华盛顿卡内基研究所研究员。

## 生平
布朗生于俄亥俄州辛辛那提，于1956年获得芝加哥大学医学院生物化学硕士学位（以病毒入侵的论文）和医学硕士学位。同年，他通过了俄亥俄州国家医学委员会考试。作为一名医务助理，他曾在新奥尔良慈善医院任职，1957年进入美国国立卫生研究院，在那里他专注于氨基酸的研究。1959年，他去了法国巴斯德研究所访问，在那里他研究了细菌酶调控。1960年他成为马里兰州的巴尔的摩华盛顿卡内基研究所胚胎学系的研究员。从1976年到1994年间，他是该部门的主任。自1968年以来，他在约翰斯·霍普金斯大学的生物学教授。
基因工程变得普遍之前，布朗的研究领域是胚胎发育过程中的基因表达。自1990年以来，布朗的主要研究领域是非洲爪蟾由蝌蚪变为成年过程中甲状腺激素的作用。这作为一个变态和凋亡的过程模型，对于研究脊椎动物器官很有效。

## 奖项和荣誉
1971年入选美国文理科学院，1973年入选美国国家科学院，1985年获霍维茨奖。